# Little Holm
Little Holm i Yell Sound är en liten ö i Shetlandsöarna. Den ligger i sundet Yell Sound mellan ön Yell och halvön Northmavine i norra Shetland. På ön finns ett fyrtorn.